# Daniel Gonçalves
Daniel da Silva Gonçalves (Wetzikon, Zurique, 20 de abril de 1975) é um poeta e professor português.

## Biografia
Veio para Portugal aos 8 anos de idade, tendo a família se radicado em Santo Tirso. Estudou no Seminário do Bom Pastor (Ermesinde) e na Universidade do Minho (Braga), onde concluiu a Licenciatura em Ensino de Português (1999). No ano em que se licenciou, foi para a ilha de Santa Maria  como Docente na Escola Básica e Secundária de Vila do Porto (atual Escola Básica e Secundária de Santa Maria).
Foi coordenador do Grupo de Ação Local de Santa Maria no âmbito do "Projecto Raízes II" entre 2005 e 2007. Exerceu o cargo de presidente da Associação Juvenil da Ilha de Santa Maria (AJISM) (2007-2012) e fundou a "Ovo Criativo" (2013) da qual é presidente da Direcção.
No plano político foi militante do Partido Ecologista Os Verdes (PEV), e encabeçou a lista da CDU em Santa Maria às eleições regionais em outubro de 2012. Nas eleições autárquicas de 2013 encabeçou a lista da CDU à Assembleia Municipal, para a qual foi eleito como deputado, tendo deixado o cargo um ano depois.
Iniciou a sua atividade literária ainda na adolescência: aos 17 anos de idade, obteve o 1.º prémio do Concurso Internacional de Poesia do Centro Internazionale Amici Scuola (CIAS) promovido pela UNESCO (Itália, 1993). Um ano depois obteve o 3.º prémio no Concurso Nacional de Poesia, integrado nas comemorações do Ano Internacional da Família (Portugal, 1994). Ambos prémios contemplaram unicamente um poema sujeito aos temas propostos.
Em 1996 vieram a público as primeiras publicações dos seus textos, na "Antologia de Poesia dos Alunos das Residências Universitárias da Universidade do Minho" e na "Antologia de Novos Autores de Braga – Somos a Água que Corre, Não a que Passa".
No ano de 1997 a sua obra "a respiração dos gestos" venceu o Prémio de Revelação de Poesia da Associação Portuguesa de Escritores/Instituto Português do Livro e das Bibliotecas (APE/IPLB ), que veio a ser publicada pela Difel em 2000, sob o nome "daniel s. g.".
Em 2003 foi editada pela Labirinto a obra "um lugar onde supor o silêncio", que recebeu o Prémio Cesário Verde 2003 e, no ano seguinte (2004), a obra "afectos das palavras", pela mesma editora.
Participou nas antologias "Isto é Poesia" (Labirinto, 2004) e "afectos I", "afectos II", "afectos III" e "afectos IV" (Labirinto), nas revistas literárias "neo" (Universidade dos Açores, 2002) e "Saudade" (Amarante – Fundação Teixeira de Pascoaes, 2006).
Como coordenador, foi responsável por uma recolha do património literário da ilha de Santa Maria, intitulada "a memória é uma pedra que arde por dentro", que ascende atualmente a 4 volumes.
Em 2007 publicou "Dez anos de solidão", uma antologia de 10 anos de poesia.
Em 2009 as suas poesias complementaram o livro de fotografias de Pepe Brix, "Rumores para a transparência do silêncio". No mesmo ano, venceu a 1.ª edição do Prémio de Poesia Manuel Alegre com a obra "um Coração Simples", sob o pseudónimo "Inês Finisterra". A premiação, criada em 2008 para estimular a criação literária e o aparecimento de novos autores, é entregue bianualmente pelo Instituto Politécnico de Leiria.
Ainda em 2009 o projeto de sua autoria "poemas do tempo claro das coisas (sussurrados de novo)" foi selecionado para integrar a Mostra Labjovem, promovida pela Direcção Regional da Juventude, sendo-lhe atribuída uma bolsa de estudos na Universidade de Manchester.
Em maio de 2012 lançou o livro de poesia "a tua luz costurou-me uma bainha no coração", e, em março de 2013, "o amor é um instante que demora".
Com a obra poética "ensaio sobre o comprimento do silêncio" recebeu o "Prémio Literário António Cabral", outorgado pela Câmara Municipal de Vila Real (13 de setembro de 2013) e o "Prémio Literário Cidade de Almada" (19 de setembro de 2013), este último por unanimidade do júri, tendo recebido um prémio pecuniário no valor de 5 mil euros.
Em 2014 lançou a obra "poesia reanimada" pela editora Artes e Letras, uma antologia que revisitou os últimos oito anos de atividade literária, incluindo vários poemas inéditos.
Em 2015 publicou a obra "poemas vestidos" sob a chancela da Labirinto, obra que integra o Plano Regional de Leitura dos Açores e que venceu o Prémio de Poesia Manuel Alegre 2010.

## Obra

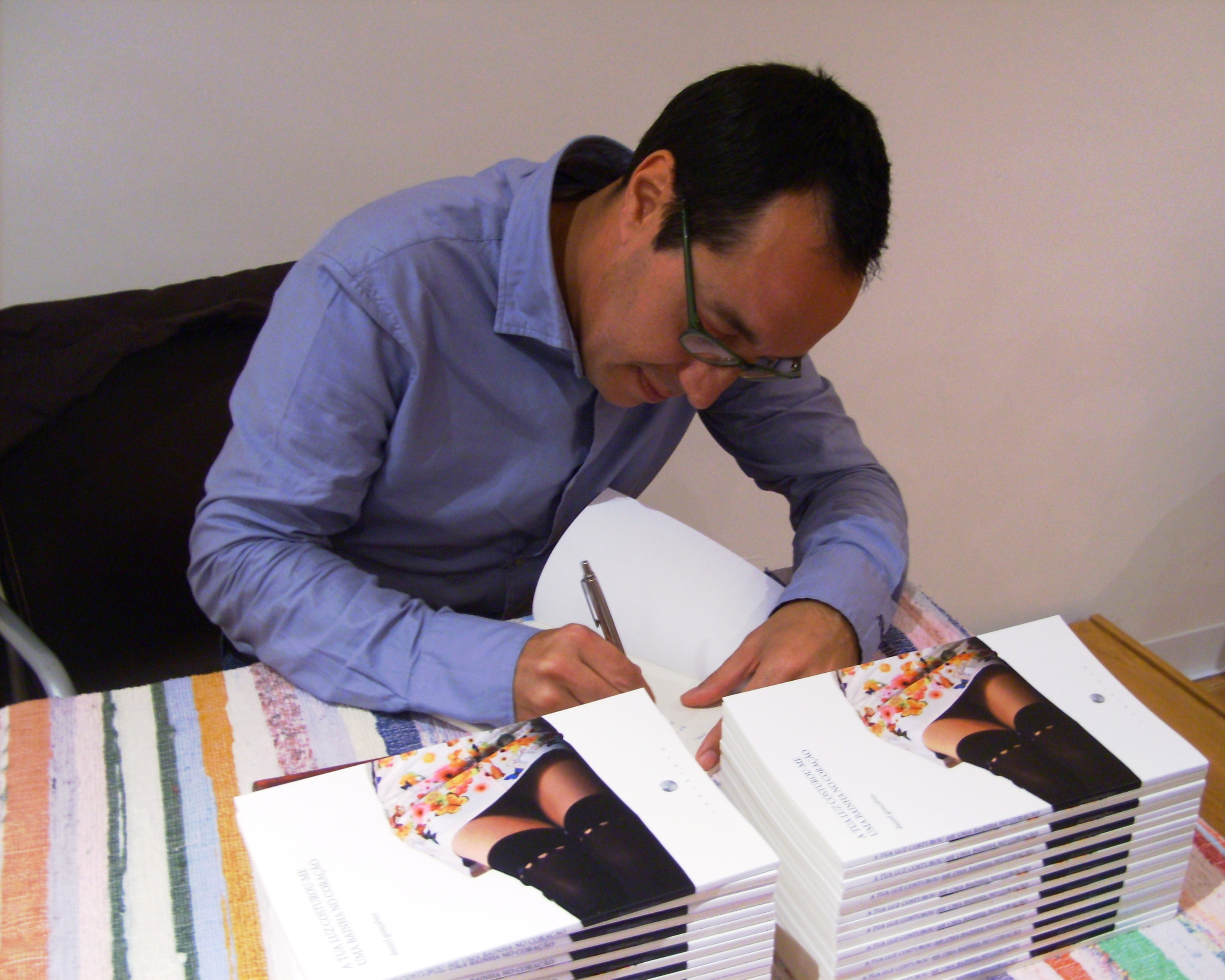
Lançamento de "A tua luz costurou-me uma bainha no coração" (Março de 2012).

- 1996 - Antologia de Poesia dos Alunos das Residências Universitárias da Universidade do Minho
- 1996 - Antologia de Novos Autores de Braga – Somos a Água que Corre, Não a que Passa
- 1997 - a respiração dos gestos
- 2003 - um lugar onde supor o silêncio
- 2004 - afectos das palavras
- 2007 - dez anos de solidão
- 2009 - rumores para a transparência do silêncio
- 2012 - a tua luz costurou-me uma bainha no coração
- 2013 - o amor é um instante que demora
- 2013 - notas para a transmissão da vida - e alguns recados que não te pude dar
- 2014 - ensaio sobre o comprimento do silêncio
- 2014 - poesia reanimada
- 2015 - poemas vestidos
- 2015 - sigur rós ou a rosa traduzida
- 2016 - pequeno livro de elegias
- 2016 - privilégios de ser pássaro

## Distinções
- 1993 - 1.º prémio no Concurso Internacional de Poesia do Centro Internazionale Amici Scuola - UNESCO
- 1994 - 3.º prémio no Concurso Nacional de Poesia – Ano Internacional da Família
- 1997 - Prémio Revelação de Poesia da Associação Portuguesa de Escritores / IPLB
- 2003 - Prémio Cesário Verde
- 2007 - Prémio LabJovem / Jovens Criadores dos Açores
- 2010 - Prémio de Poesia Manuel Alegre[6]
- 2010 - Prémio Internacional de Poesia "Palavra Ibérica" (Menção honrosa)
- 2011 - Prémio de Poesia "Agostinho Gomes"
- 2013 - Prémio Literário "António Cabral" - Câmara Municipal de Vila Real
- 2013 - Prémio Literário "Cidade de Almada" - Câmara Municipal de Almada[7]
- 2014 - XVI edição do Prémio Literário "Manuel Maria Barbosa du Bocage", promovida pela LASA (Liga dos Amigos de Setúbal e Azeitão), na modalidade Poesia, com a obra "Pequeno livro de elegias", apresentada sob o pseudónimo de Rui Curado.[8]
- 2014 - Prémio Humanidades "Daniel de Sá" (Menção Honrosa)